# 婦人補助空軍
婦人補助空軍（ふじんほじょくうぐん Women's Auxiliary Air Force, WAAF）は、第二次世界大戦中のイギリスにおいて編成された組織。

## 概要
イギリスは第一次世界大戦末期から直後の1918年から1920年にかけても王立婦人空軍(Women's Royal Air Force)を組織していた。
第二次世界大戦中のイギリスは、女性を軍事組織に大規模に採用することで、その苦境を乗り切ろうとしていた。イギリス空軍においては、そのような組織として婦人補助空軍が組織された。婦人補助空軍自体は戦争直前の1939年6月に設立されている。1941年からはイギリスにおける女性の徴用・動員が開始された。動員された女性は主に20代から30代であり、婦人補助空軍を含む軍か工場勤務かの選択肢が出された。婦人補助空軍にはパイロットは含まれておらず、輸送機パイロットとして動員された女性は民間籍のままであった。
婦人補助空軍は実戦闘任務には付けられず、主に阻塞気球部隊にあてられたほか、気象部隊やレーダー部隊、輸送部隊や電話・電信業務に配置された。また、暗号解読部隊や偵察写真の判読部隊に割り当てられたものもいた。空軍の迎撃管制においても貢献が大きく、通信のほか、敵・味方部隊双方の位置表示にも多くの人員が割り当てられた。
1943年に人員数が最大となり、18万名を数えている。第二次世界大戦後は復員し、間もなく数千名規模に縮小された。
1949年に以前と同名の王立婦人空軍(Women's Royal Air Force)に再編されたときには、数百名規模まで縮小されていた。

## 出身者
- パトリシア・モイーズ - 推理小説家
- ジョイス・ポーター - 推理小説家
- ルース・ウィリアムズ - ボツワナ共和国初代大統領セレツェ・カーマ夫人